# Brucepattersonius
Brucepattersonius är ett släkte i familjen hamsterartade gnagare med åtta arter som förekommer i Sydamerika.
Flera arter som tillhör släktet listades tidigare i släktet grävmöss. Dessa två släkten är troligen närmast släkt med varandra och de liknar varandra rätt mycket i kroppsbyggnaden. Uppdelningen i två släkten skedde främst på grund av molekylärgenetiska undersökningar. Flera nybeskrivna arter i släktet Brucepattersonius är bara kända från en enda individ. Några av arterna ska kanske sammanfogas till ett taxon.
Arter enligt Wilson & Reeder (2005) samt IUCN:
- Brucepattersonius albinasus, hittades vid ett 2700 meter högt berg i sydöstra Brasilien.
- Brucepattersonius griserufescens, upptäcktes i samma bergsområde.
- Brucepattersonius guarani, förekommer i en kullig region i Argentina väster om den nämnda bergstrakten.
- Brucepattersonius igniventris, är bara känd från södra Brasilien (delstat São Paulo).
- Brucepattersonius iheringi, södra Brasilien och nordöstra Argentina.
- Brucepattersonius misionensis, finns bara i nordöstra Argentina.
- Brucepattersonius paradisus, hittades i samma region.
- Brucepattersonius soricinus, lever i samma område som Brucepattersonius igniventris.

Habitatet utgörs av fuktiga tropiska skogar och kanske besöker de även jordbruksmark. IUCN listar Brucepattersonius iheringi  som livskraftig (LC) och alla andra arter med kunskapsbrist (DD).